# Yue Lao

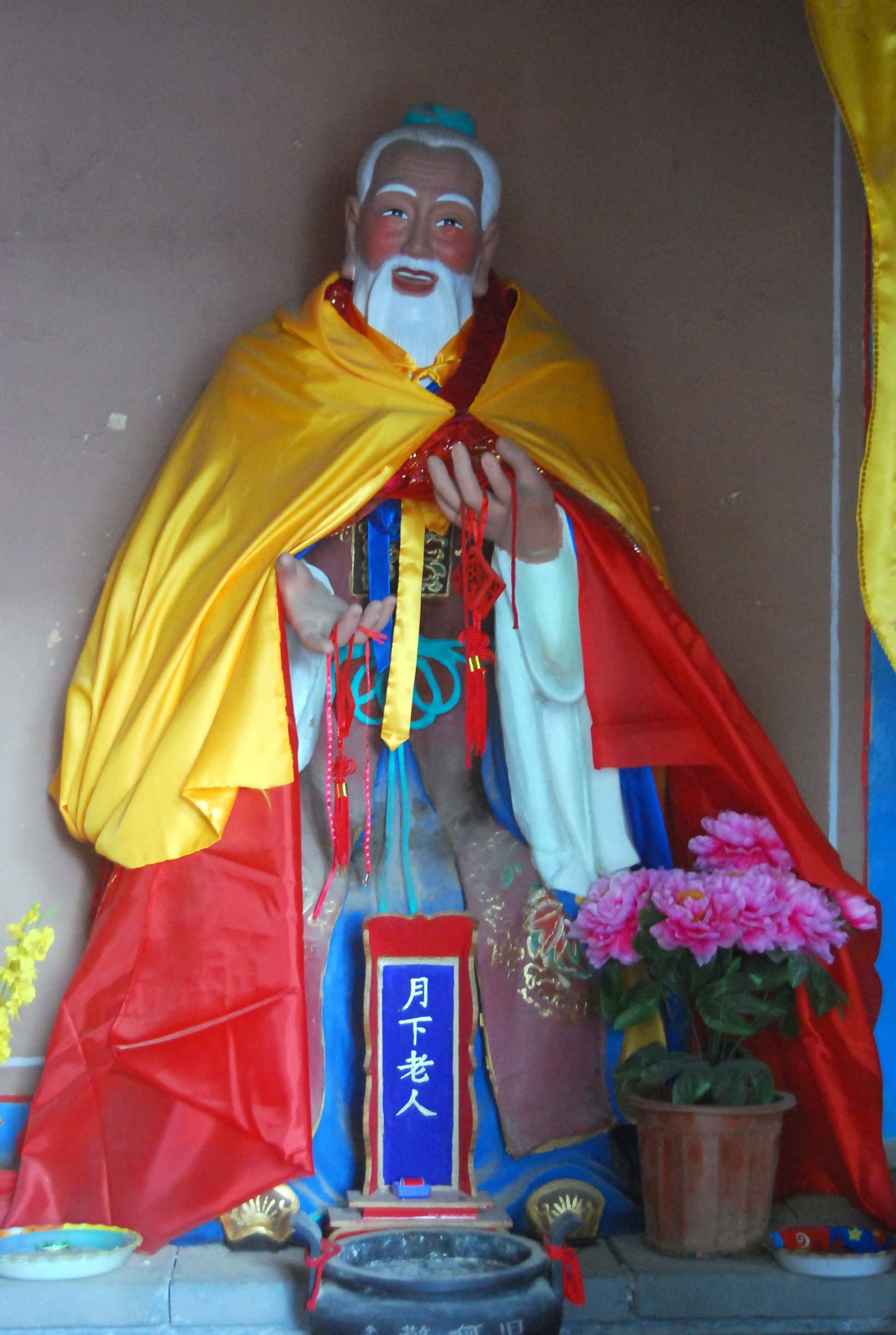
Skulptur von Yue Lao

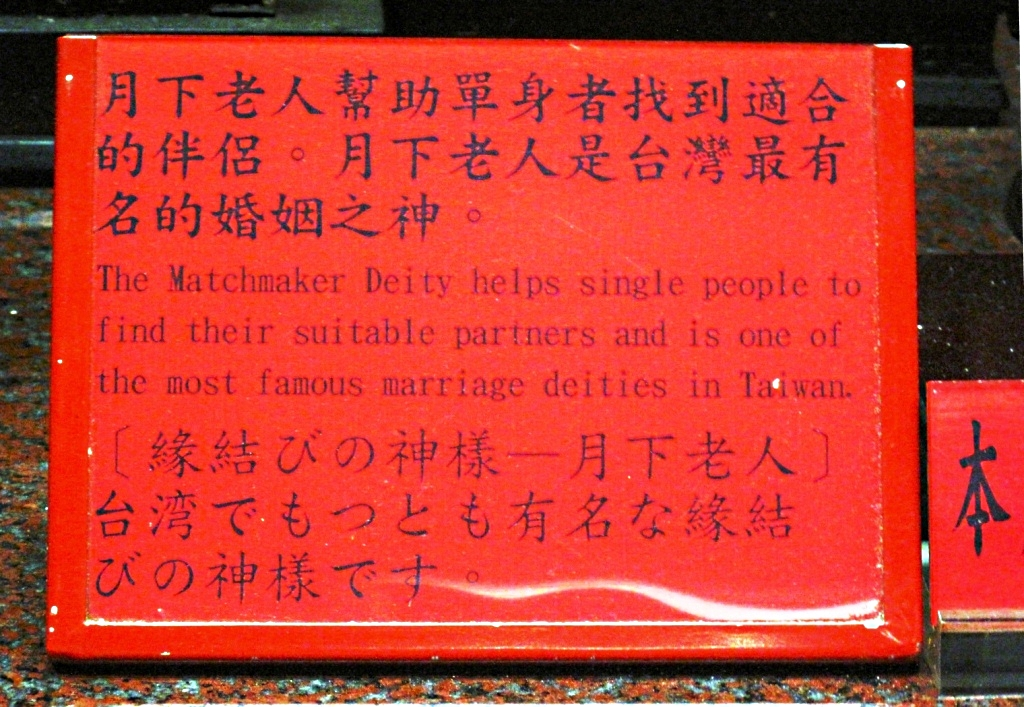
Yue Xia Laoren Schild in Taipei, Taiwan

Yue Lao (chinesisch 月下老人, Pinyin Yuè Xià Lǎorén – „der alte Mann unter dem Mond“) ist eine Gottheit der Ehe und Liebe in der chinesischen Mythologie. Er ist ein Xian des Taoismus. Er erscheint nachts als alter Mann unter dem Mond und vereint mit einer Seidenschnur die füreinander bestimmten Ehepaare, wonach nichts ihre Zusammenkommen verhindern kann. Er ist unsterblich und es wird gesagt, dass er entweder im Mond oder in den obskuren Regionen (Yue Ming), der chinesischen Entsprechung des Hades, lebt. Der ihm entsprechende Kami des Shintō ist Musubi-no-Kami, der Gott der Heiratsvermittlung, Liebe und Ehe. In Taiwan werden Yue Xia Laoren am Qixi, dem chinesischen Valentinstag, in den Tempeln Opfergaben dargebracht.

## Legende
Über den alten Mann unter dem Mond existiert eine chinesische Legende. Während der Tang-Dynastie gab es einen jungen Mann namens Wei Gu (韋固 Wéi Gù). Als er an der Stadt Songcheng vorbeikam, sah er einen alten Mann, der sich gegen sein Bündel lehnte und dabei ein Buch im Mondlicht las. Da er darüber erstaunt war, kam Wei Gu näher und fragte ihn, was er tun würde. Der alte Mann antwortete ihm: „Ich lese das Buch der Ehe, in dem aufgelistet ist, wer dafür bestimmt ist jemanden zu heiraten. In meinem Bündel sind rote Seidenschnüre (Yīnyuán hóngxiàn, 姻緣紅線 / 姻缘红线), mit denen die Füße von Ehemann und Ehefrau verbunden werden“. Als Wei Gu und der alte Mann zusammen zu einem Marktplatz gingen, sahen sie eine blinde alte Frau, die ein dreijähriges Mädchen in ihren Armen trug. Der alte Mann sagte zu Wei Gu: „Dieses kleine Mädchen wird zukünftig deine Ehefrau sein.“ Wei Gu dachte, dass das zu seltsam wäre, um es zu glauben und er befahl seinem Diener, das Mädchen mit seinem Messer zu erstechen.
Vierzehn Jahre später gab Wang Tai, der Gouverneur von Xiangzhou, Wei Gu seine Tochter zur Frau. Er hatte Schwierigkeiten einen geeigneten höhergestellten Ehemann für seine Tochter zu finden, obwohl sie eine hübsche junge Frau war, weil sie Schwierigkeiten beim Laufen und eine große Narbe im Bereich des Kreuzbeins ihres Rückens hatte. Als Wei Gu fragte, wie das passiert wäre, wurde ihm mitgeteilt, dass sie vor vierzehn Jahren von einem Mann mit einem Messer dorthin gestochen worden wäre.
Nach zehn Jahren, in denen drei Kinder geboren worden waren, suchte Wei Gu den alten Mann, um geeignete Ehepartner für seine beiden Söhne und seine Tochter zu finden. Der alte Mann weigerte sich, Ehepartner für dessen Kinder zu finden. In späteren Jahren versuchte Wei Gu selbst Ehepartner für seine Kinder zu finden, hatte aber damit keinen Erfolg.

## Auftreten in fiktionalen Geschichten
Yue-Laou  erscheint als Figur in Robert W. Chambers’ Kurzgeschichte The Maker of Moons in der gleichnamige Kurzgeschichtensammlung aus dem Jahr 1896. Er ist der Anführer der Kuen-Yuin, einer Sekte von chinesischen Zauberern, und wird "Maker of Moons" genannt. Er hatte die Xin, die guten Genii Chinas verdorben und in Monster verwandelt. In dieser Kurzgeschichte wird enthüllt, dass er der Stiefvater von Ysonde ist und mit einer Horde von Goldmachern in Verbindung steht. Obwohl er offensichtlich getötet wird, wird sein Körper niemals gefunden.